# Seymour Range
Seymour Range är ett berg i Kanada.   Det ligger i provinsen British Columbia, i den sydvästra delen av landet, 3 600 km väster om huvudstaden Ottawa. Toppen på Seymour Range är 691 meter över havet, eller 32 meter över den omgivande terrängen. Bredden vid basen är 0,38 km.
Terrängen runt Seymour Range är kuperad. Trakten runt Seymour Range är nära nog obefolkad, med mindre än två invånare per kvadratkilometer.. Närmaste större samhälle är Lake Cowichan, 15,2 km nordost om Seymour Range.
I omgivningarna runt Seymour Range växer i huvudsak barrskog.